# Руська рада в Гладишові
Руська Рада в Ґладишові (Руська Рада) — орган місцевого самоврядування лемків, створений у Ґладишові 27 листопада 1918 року .
21 листопада 1918 року противники ідеї створення української держави зібралися на зборах у Святковій Великій й обговорили майбутні дії. 27 листопада на мітингу в Гладишові, де зібралось біля 2 тисяч людей, вони прийняли резолюцію про те, що Лемківщина може існувати лише в складі Росії . Тож вони заснували Руську раду з центром у Ґладишові, яка визначила своєю найважливішою метою зібрати гроші для покриття витрат на проїзд свого делегата на мирну конференцію в Парижі .
Рада мала складатися з п’яти чоловік від кожного села. Деякі джерела називають Раду, засновану в Ґладишові, «Ґладишівською республікою» . Головою обрано греко-католицького священика з Чорного ( малопольське воєводство) Михайла Юрчакевича, відомого своєю православною агітацією серед лемків перед і під час Першої світової війни .
Рада прийняла також низку постанов щодо впорядкування громадського життя, наприклад щодо виселення українських священиків з Лемківщини, запровадження російської мови в школах, організації місцевої міліції порядку.
Не всі довколишні села підтримували проросійських активістів– проукраїнські настрої панували в селах Маластів, Пентна, Мушина, а Граб і Оженна відкрито висловлювалися за належність до ЗУНР .
5 грудня 1918 року Руська Рада оголосила про приєднання Лемків до Лемко-Русинської республіки.